# Nordmakedoniens fodboldforbund
Makedoniens fodboldforbund (makedonsk: Фудбалска Федерација на Македонија) er det øverste ledelsesorgan for fodbold i Makedonien. Det administrerer Prva Liga, Makedoniens Cup og fodboldlandsholdet og har hovedsæde i Skopje.
Forbundet blev grundlagt i 1949 og blev både medlem af FIFA og UEFA i 1994.

## Præsidenter
| Navn                      | År        |
| ------------------------- | --------- |
| Ljubisav Ivanov-Dzingo    | 1993-1999 |
| Lambe Arnaudov            | 1999-2002 |
| Haralampie Hadži-Risteski | 2002-2012 |
| Ilčo Gjorgioski           | 2012-     |

## Ekstern henvisning
- FFM.com.mk

| Fodbold | Spire Denne artikel om en fodboldorganisation er en spire som bør udbygges. Du er velkommen til at hjælpe Wikipedia ved at udvide den. |